# Lundsbo bokskog
Lundsbo bokskog är ett kommunalt naturreservat i Värnamo kommun i Jönköpings län.
Området är naturskyddat sedan 2014 och är 52 hektar stort. Reservatet består av bokskog och ädellövskog.